# Portell (Gerona)
Portell es una entidad de población española del municipio de Crespiá, perteneciente a la provincia de Gerona, en la comunidad autónoma de Cataluña. En 2022, tenía empadronados siete habitantes.